# Tramlijn 22 (Antwerpen)
De Antwerpse tramlijn 22 verbond eerst het Schijnpoort met de Marnixplaats via het traject van tramlijn 12. In 1926 werd van de lijn een ringlijn in achtvorm gemaakt door de toevoeging van het traject Marnixplaats - Groenplaats - Centraal Station - Kerkstraat.

## Geschiedenis
In 1925 werd tramlijn 22 ingesteld als versterkingsrit van lijn 12, die het Station Antwerpen-Waas via de Marnixplaats en het Centraal Station verbond met Merksem Oude Bareel. De lijn kreeg een rood-groen koersbord.
Een jaar later werd de lijn omgevormd tot een ringlijn in de vorm van een acht met het Centraal Station als 'middelpunt'. Dat gebeurde door een deel van tramlijn 3 toe te voegen aan het tracé, met name het stuk via de Groenplaats en de Meir naar het Centraal Station en de Kerkstraat. Deze versie had een opmerkelijk diagonaal rood-wit koersbord, met het rode linkerdeel dat lager gemonteerd was dan het witte rechterdeel. In 1927 werd deze lijn echter alweer afgeschaft.

## Buslijn 22
Later kreeg het Antwerpse stadsnet een buslijn 22, maar die heeft niets te maken met de tramlijn met dezelfde nummer.